# Skuhrov u Železného Brodu
Skuhrov (deutsch Skuchrow) ist eine Gemeinde im Okres Jablonec nad Nisou in Tschechien.

## Geographie
Skuhrov befindet sich 1,3 Kilometer von Jablonec nad Nisou entfernt, bis Liberec sind es 6,6 Kilometer. Skuhrov grenzt an Maršovice u Jablonce nad Nisou im Norden, an Pěnčín u Jablonce nad Nisou im Nordosten, an Železný Brod im Südosten, an Malá Skála im Südwesten und an Dalešice u Jablonce nad Nisou im Nordwesten. Durch Skuhrov verlaufen mehrere Landstraßen, die das Dorf an die umliegenden Gemeinden anbinden.

## Geschichte
Der Ortsteil Huntířov wurde 1837 erstmals urkundlich erwähnt. 1870 wurde ein neues Schulgebäude im Ort eröffnet. 1926 wurde die Gemeinde elektrifiziert. 1951 wurde Skuhrov durch eine Buslinie an den ÖPNV angebunden, im selben Jahr wurde auch der örtliche Radiosender geschaffen. 1961 wurde ein Denkmal für Kriegsopfer eingeweiht. 1972 folgte die Eröffnung eines Lebensmittelgeschäfts und einer Sauna.

## Ortsteile
Die Gemeinde gliedert sich in die Ortsteile Skuhrov und Huntířov. Früher hatte das Dorf zwei weitere Ortsteile; Alšovice und Splzov. Diese gehören mittlerweile zu anderen Gemeinden.

## Bevölkerungsentwicklung
| Jahr      | 1869 | 1880 | 1890 | 1900 | 1910 | 1921 | 1930 | 1950 | 1961 | 1970 | 1980 | 1991 | 2001 | 2011 | 2021 |
| --------- | ---- | ---- | ---- | ---- | ---- | ---- | ---- | ---- | ---- | ---- | ---- | ---- | ---- | ---- | ---- |
| Einwohner | 732  | 717  | 820  | 1018 | 994  | 909  | 1011 | 676  | 590  | 537  | 554  | 505  | 498  | 513  | 594  |

## Persönlichkeiten
- Marek Štryncl (* 1974), Musiker